# Élections générales de 1992 à Gibraltar
Les élections législatives de Gibraltar en 1992 se sont tenues le 16 janvier 1992 pour élire les 15 membres du parlement pour un nouveau mandat de quatre ans.

## Partis en présence
| Parti | Parti                                                                                                  | Idéologie                       | Chef de file                   | Score précédent           |
| ----- | --- | ------------------------------- | ------------------------------ | ------------------------- |
|       | Parti travailliste-socialiste de Gibraltar (GSLP) Gibraltar Socialist Labour Party                     | Centre gauche Social-démocratie | Joe Bossano (Ministre en chef) | 58,2 % des voix 8 députés |
|       | Association pour la promotion des droits civils (AACR) Association for the Advancement of Civil Rights | Centre droit Libéralisme        | Adolfo Canepa                  | 29,3 % des voix 7 députés |
|       | Sociaux-démocrates de Gibraltar (GSD) Gibraltar Social Democrats                                       | Centre droit Conservatisme      | Peter Caruana                  | Inexistant                |
|       | Parti national de Gibraltar (GNP) Gibraltar National Party                                             | Centre Social-libéralisme       | Joseph Garcia                  | Inexistant                |

## Résultats

### Par partis
| Parti                    | Parti                                                  | Voix   | %     | Sièges | +/-           |  |
| ------------------------ | ------------------------------------------------------ | ------ | ----- | ------ | ------------- |  |
|                          | Parti travailliste-socialiste de Gibraltar (GSLP)      | 65 997 | 73,07 | 8      | en stagnation |  |
|                          | Sociaux-démocrates de Gibraltar (GSD)                  | 18 263 | 20,22 | 7      | Nv.           |  |
|                          | Parti national de Gibraltar (GNP)                      | 4 209  | 4,66  | 0      | Nv.           |  |
|                          | Association pour la promotion des droits civils (AACR) | 1 847  | 2,05  | 0      | 7             |  |
| Total                    | Total                                                  | 90 316 | 100   | 15     | en stagnation |  |
|                          |                                                        |        |       |        |               |  |
| Total des votants        | Total des votants                                      | 12 244 | 100   |        |               |  |
| Abstentions              | Abstentions                                            | 4 843  | 28,34 |        |               |  |
| Inscrits / participation | Inscrits / participation                               | 17 087 | 71,66 |        |               |  |

### Par candidat
| Nom | Nom                   | Parti | Voix  | Élu ? |
| --- | --------------------- | ----- | ----- | ----- |
|     | Joe Bossano           | GSLP  | 9 228 | Oui   |
|     | Joseph Baldachino     | GSLP  | 8 527 | Oui   |
|     | Juan Perez            | GSLP  | 8 188 | Oui   |
|     | Robert Mor            | GSLP  | 8 135 | Oui   |
|     | Michael Feetham       | GSLP  | 8 107 | Oui   |
|     | Maria Montegriffo     | GSLP  | 8 089 | Oui   |
|     | Joseph Moss           | GSLP  | 7 986 | Oui   |
|     | Joseph Pilcher        | GSLP  | 7 737 | Oui   |
|     | Peter Caruana         | GSD   | 3 065 | Oui   |
|     | Freddie Vasquez       | GSD   | 2 354 | Oui   |
|     | Hubert Corby          | GSD   | 2 323 | Oui   |
|     | Ernest Britto         | GSD   | 2 306 | Oui   |
|     | Peter Cumming         | GSD   | 2 187 | Oui   |
|     | Lewis Francis         | GSD   | 2 167 | Oui   |
|     | Maurice Ramagge       | GSD   | 1 945 | Oui   |
|     | Louis Ocana           | GSD   | 1 916 | Non   |
|     | Reggie Valarino       | AACR  | 1 847 | Non   |
|     | Joe Garcia            | GNP   | 944   | Non   |
|     | Joseph Garcia         | GNP   | 771   | Non   |
|     | Keith Azopardi        | GNP   | 765   | Non   |
|     | Charles Culatto       | GNP   | 452   | Non   |
|     | Paul Borda            | GNP   | 443   | Non   |
|     | Lyana Armstrong-Emery | GNP   | 423   | Non   |
|     | James Ferro           | GNP   | 411   | Non   |